# Lokanathapura, Koppa
Lokanathapura là một làng thuộc tehsil Koppa, huyện Chikmagalur, bang Karnataka, Ấn Độ.